# Кастенман, Петрус
Ларс Петрус Рагнар Кастенман (швед. Lars Petrus Ragnar Kastenman; 15 августа 1924, Белине, Швеция — 10 июня 2013, Стенсторп, Швеция) — шведский спортсмен-конник, олимпийский чемпион (1956) в личном первенстве по троеборью.
Его карьера началась в возрасте 17 лет в стокгольмском клубе К1, в 1949 г. он перешёл в Скводе. На летних Олимпийских играх (1956), соревнования по конному спорту на которых прошли в Швеции, а не в Мельбурне, завоевал золотую медаль в троеборье.
В 1969 г. переехал в Богрунду, где он построил тренировочный клуб. В 1970-х-1980-х гг. являлся тренером национальной юниорской сборной, затем — тренером сборных Норвегии и Финляндии.